# Inyo destractor
Inyo destractor är en tvåvingeart som beskrevs av Hall och Neal L. Evenhuis 1987. Inyo destractor ingår i släktet Inyo och familjen svävflugor. Inga underarter finns listade i Catalogue of Life.